# トム・リー (タレント)
トム・リー（英: Tom Lee、本名：トーマス・リーミング（英: Thomas Leeming）、1984年7月2日 - ）は、イギリス・ウルヴァーハンプトン生まれ、オーストラリア育ちの日本のタレント（外国人タレント）である。

## 来歴
国籍はオーストラリアである。西オーストラリア州のマードック大学を卒業した。
2007年に来日した。同年、インターネット放送局「ジャンバリ.TV」でデビューして以来、テレビ番組、ラジオ番組に出演する。
2015年にはM-1グランプリに挑戦した。
2017年4月よりJFNの全国ネットのラジオ番組「ON THE PLANET」へ出演する。

## 人物
駆け出しの頃はトムと名乗っていたが、2016年に「・リー」をつけ始めた。パチスロ、ゲーム、サッカー、プロレスを趣味とし、動画編集を特技とする。血液型はA型である。

## 出演

### ラジオ番組
- ON THE PLANET（JFN、木曜日25時～28時） - レギュラーDJ

### ウェブ番組
- No Limit（ノーリミット）[注釈 4]
- 外国人スロッタートムの今がすろドキッ![注釈 5]
- 旅スロ[注釈 6]
- パリスロ[注釈 7]
- Nice To Meat2～激辛～[注釈 8]
- Battle Of Dream　（バトルオブドリーム）[注釈 9]

#### 過去（ゲスト出演含む）
- iPeka（アイペカ）3[注釈 10]
- iPeka2[注釈 11]
- DROP OUT（ドロップアウト）[注釈 12]
- ストレイトな漢たち[注釈 13]
- Welcome To JAPAN[注釈 14]
- ぼくらのティアラブ学園[注釈 15]
- マイホーム[注釈 16]
- パチスロを酒部[注釈 17]
- History～それぞれの歩み～[注釈 18]
- Nice To Meat 2
- トムのコングラチュレーション[注釈 19]
- トムカップ[注釈 20]
- ガチスロ
- ペカチカ[注釈 21]
- Monako Mates[注釈 22]
- 特命主任トムの奮闘記[注釈 23]
- パチ・スロ挑戦記[注釈 24]（ジャンバリ.TV／テレビ愛知）
- JBW パチｘスロ総合デスマッチ[注釈 25]
- B-1 敏腕下克上選手権[注釈 26]
- ライターバトルX[注釈 27]
- ツキイチ～優良ホールを攻略セヨ!!～[注釈 28]
- トムのだからキャッスル[注釈 29]
- 俺たちヒキ強？で勝負だぜ[注釈 30]

### その他
- アンダーグラフ「明日は続くよどこまでも」PV[注釈 31]
- 所さんのニッポンの出番!（TBSテレビ）[要出典]